# تاکاهیسا مایاما
تاکاهیسا مایاما (انگلیسی: Takahisa Maeyama؛ زادهٔ ۷ فوریهٔ ۱۹۹۱) بازیگر اهل ژاپن است.